# Rewolwer Colt Navy model 1861
Colt Navy model 1861 – amerykański sześciostrzałowy rewolwer kapiszonowy. Podobnie jak poprzednik (model 1851) znalazł szerokie zastosowanie na polach walk wojny secesyjnej, mimo iż wyprodukowano tylko 38 000 sztuk. Był preferowaną bronią niektórych kawalerzystów, z racji słabszego odrzutu, niż wersja armijna.